# Řípec-Dráchov
Řípec-Dráchov – przystanek kolejowy pomiędzy miejscowościami Řípec i Dráchov, w kraju południowoczeskim, w Czechach. Znajduje się na linii 202 Benešov – Czeskie Budziejowice, na wysokości 415 m n.p.m..  

## Linie kolejowe
- 220: Benešov – Czeskie Budziejowice